# Afrixalus paradorsalis
Afrixalus paradorsalis là một loài ếch thuộc họ Hyperoliidae.
Loài này có ở Cameroon, Guinea Xích Đạo, Gabon và Nigeria, có thể có ở Cộng hòa Trung Phi và Cộng hòa Congo.
Môi trường sống tự nhiên của chúng là rừng ẩm vùng đất thấp nhiệt đới hoặc cận nhiệt đới, đầm nước, đầm nước ngọt, đầm nước ngọt có nước theo mùa, vườn nông thôn, rừng trước đây suy thoái nghiêm trọng, và ao.